# Moonlight Serenade
Moonlight Serenade (lett. "Serenata al chiaro di luna") è una celebre composizione statunitense realizzata da Glenn Miller alla quale si aggiunsero poco dopo le parole di Mitchell Parish. Riscuote subito un fenomenale successo quando è pubblicata nel maggio 1939 come arrangiamento strumentale ed è perciò adottata come sigla musicale di Miller. Nel 1991 l'originaria versione strumentale è premiata col Grammy Hall of Fame Award.
La canzone, registrata il 4 aprile 1939 negli studi discografici della Bluebird (una sottoetichetta della RCA), è subito un successo piazzatosi tra le prime dieci posizioni della classifica statunitense pop del 1939; in particolare, raggiunge la posizione numero tre nella Billboard Pop 100 mantenendola per 15 settimane. Alla fine dello stesso anno è collocata da Billboard nella quinta posizione della classifica dei successi musicali del 1939, dove Glenn Miller compare con cinque registrazioni tra i primi venti piazzamenti.
Nel Regno Unito Moonlight Serenade è incisa sul lato A di un 78 giri dalla casa discografica His Master's Voice; sul lato B  si può ascoltare American Patrol. La registrazione raggiunge la posizione numero dodici della classifica del Regno Unito nel marzo 1954 rimanendoci per una settimana; in Italia nello stesso anno si posiziona alla 74ª. Col medley che comprende anche le canzoni Little Brown Jug e In the Mood raggiunge la tredicesima posizione della classifica del Regno Unito nel gennaio 1976 con una scalata durata otto settimane.
La registrazione è anche pubblicata come V-Disc (numero 39A) nel novembre 1943.